# Parc Mellat
Le parc Mellat (en persan, پارک ملت – Pârk-e Mellat) est un jardin public de Téhéran, la capitale de l'Iran.

## Historique
Créé en 1967 à l'initiative de Farah Pahlavi, le jardin est connu sous le nom de parc Shahanshahi (parc Impérial) jusqu'à la révolution de 1979, quand il prend son nom actuel, qui signifie « nation ».

## Situation
Situé sur les pentes des monts Elbourz, au nord de Téhéran, il constitue l'un des plus grands parcs de loisirs de la capitale. Bordé par la célèbre avenue Vali-ye Asr à l'est et l'autoroute Niyayesh au sud-ouest, le parc s'étend au sud de la Foire internationale d'exposition et du club de golf Enghelab. 

## Usages

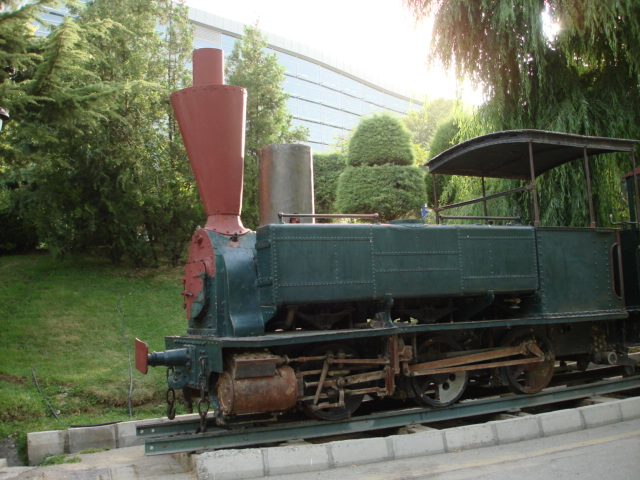
La locomotive n°664 avec en toile de fond le cinéma.

Parcouru de chemins pour la marche et des espaces pour les pique-niques et la relaxation, le parc possède également un lac artificiel où l'on peut louer des pédalos et quelques établissements de restauration rapide. Le parc est alimenté en eau par la fonte des neiges d'hiver du mont Tochal qui a une altitude proche de 4 000 m.
Le parc abrite la locomotive n°664, construite par l'atelier de Tubize en Belgique en 1887 et utilisée pour la première section persane de chemin de fer, construite entre 1886 et 1888.

## Le complexe cinématographique de Mellat

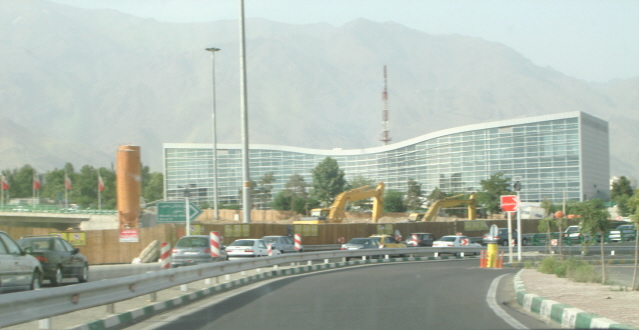
Vue du complexe cinématographique depuis l'autoroute

Imaginé et construit selon le même standard que le théâtre de Téhéran, le Hall Vahdat ainsi que le musée d'art contemporain de Téhéran, le complexe cinématographique Mellat, inauguré le 9 novembre 2008, s'étend sur un secteur de 6 000 mètres carrés au sud-ouest du parc. Il contient quatre salles de 280 sièges, une cinémathèque et un espace où se tiennent des expositions et des ventes de produits culturels..